# Moanin'
„Moanin'“ е джаз албум на Арт Блейки и Джаз Месинджърс, излязъл през 1958 година.
Представлява първият албум на Арт Блейки за Блу Ноут, след като дълго време е записвал за различни други лейбъли. Той носи името на групата първоначално, след което поради харизматичността на блусарската Moanin' приема това име като заглавие на албума.
Албумът е архетип за хард боп албумите от епохата. Притежава интензивност (съсредоточаването на Блейки и барабаненето му), визиите на Морган, Голсън и Тимънс, както и комбинация от старовремески госпъл и блус влияния с изяществото на съвременните джаз разбирания. По мнение на Скот Яноу от Олмюзик, това е един от „17-те Най-съществени хард боп записа“.